# 10438 Ludolph
10438 Ludolph (6615 P-L) là một tiểu hành tinh vành đai chính.